# Morthomiers
Morthomiers – miejscowość i gmina we Francji, w Regionie Centralnym, w departamencie Cher.
Według danych na rok 1990 gminę zamieszkiwało 590 osób, a gęstość zaludnienia wynosiła 41 osób/km² (wśród 1842 gmin Centre, Morthomiers plasuje się na 613. miejscu pod względem liczby ludności, natomiast pod względem powierzchni na miejscu 913.).